# Кларетта, Гауденцио
Гауденцио Кларетта (итал. Gaudenzio Claretta; 21 ноября 1835, Турин — 17 февраля 1900, Рим) — итальянский историк.
Родился в знатной семье, получил юридическое образование. Был женат, имел четверых детей.
Автор целого ряда монографий, посвященных главным образом истории Савойского дома: «Storia della reggenza di Cristina di Francia, ducchessa di Savoia», «Storia del regno e dei tempi di Carlo Emmanuele II, duca di Savoia», «Le relazioni politiche e dinastiche dei principi di Savoia coi Margravi di Baden del secolo XV—XVIII, narrate su documenti inediti» и др.
В 1872 г. Кларетта был избран членом Туринской академии наук.